# Saint-Jeures

Saint-Jeures este o comună în departamentul Haute-Loire, Franța. În 2009 avea o populație de 906 de locuitori.